# Dilúvio do Mar Negro

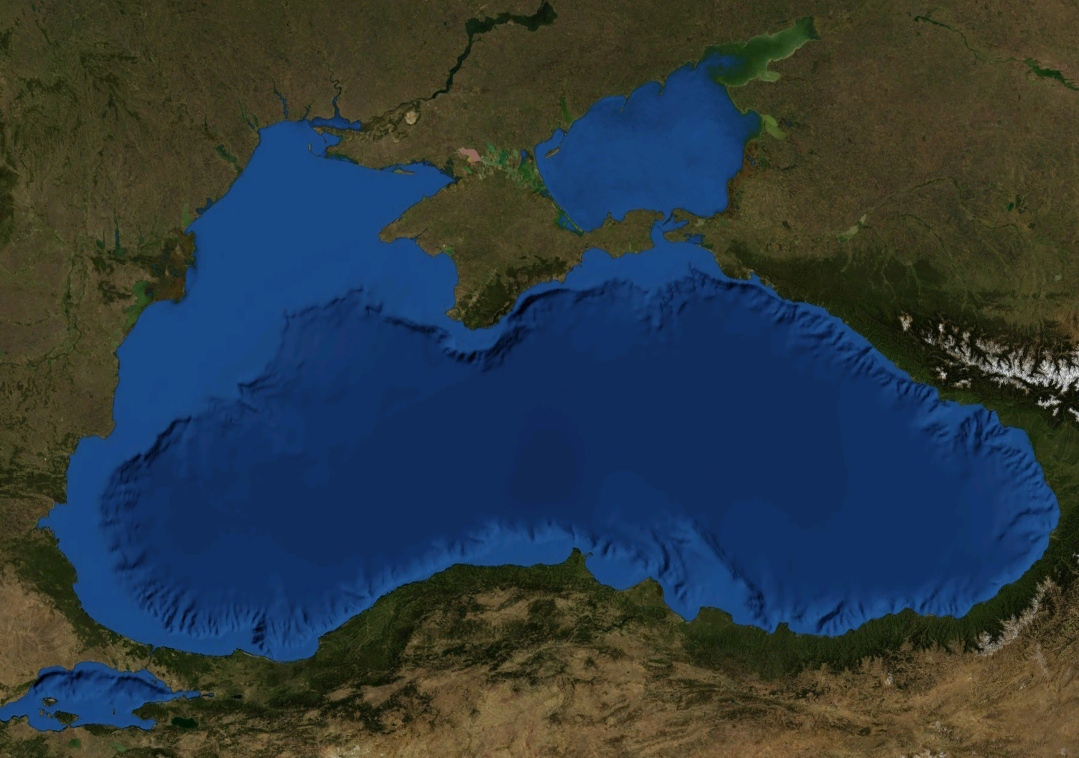
O leito do mar Negro, em renderização feita a partir de foto da NASA. As partes em tom mais claro de azul teriam sido terras emersas até, segundo estudos feitos por Ryan e Pitman.

O Dilúvio do Mar Negro é uma hipótese da História Natural, que propõe que o proto-mar Negro havia sido um mar fechado e doce a ocupar o fundo de uma depressão; este mar doce teria sido inundado pelas águas salgadas da bacia do Mediterrâneo por volta do ano 5 600 a.C., quando um acidente geológico provocou o rompimento de um istmo que unia a Trácia à Anatólia e, por consequência, a invasão do mar Negro pelas águas da bacia Mediterrânica e a submersão das suas depressões costeiras.  Esta teoria foi manchete de jornais como o The New York Times em dezembro de 1996.

## Hipótese do Dilúvio Histórico

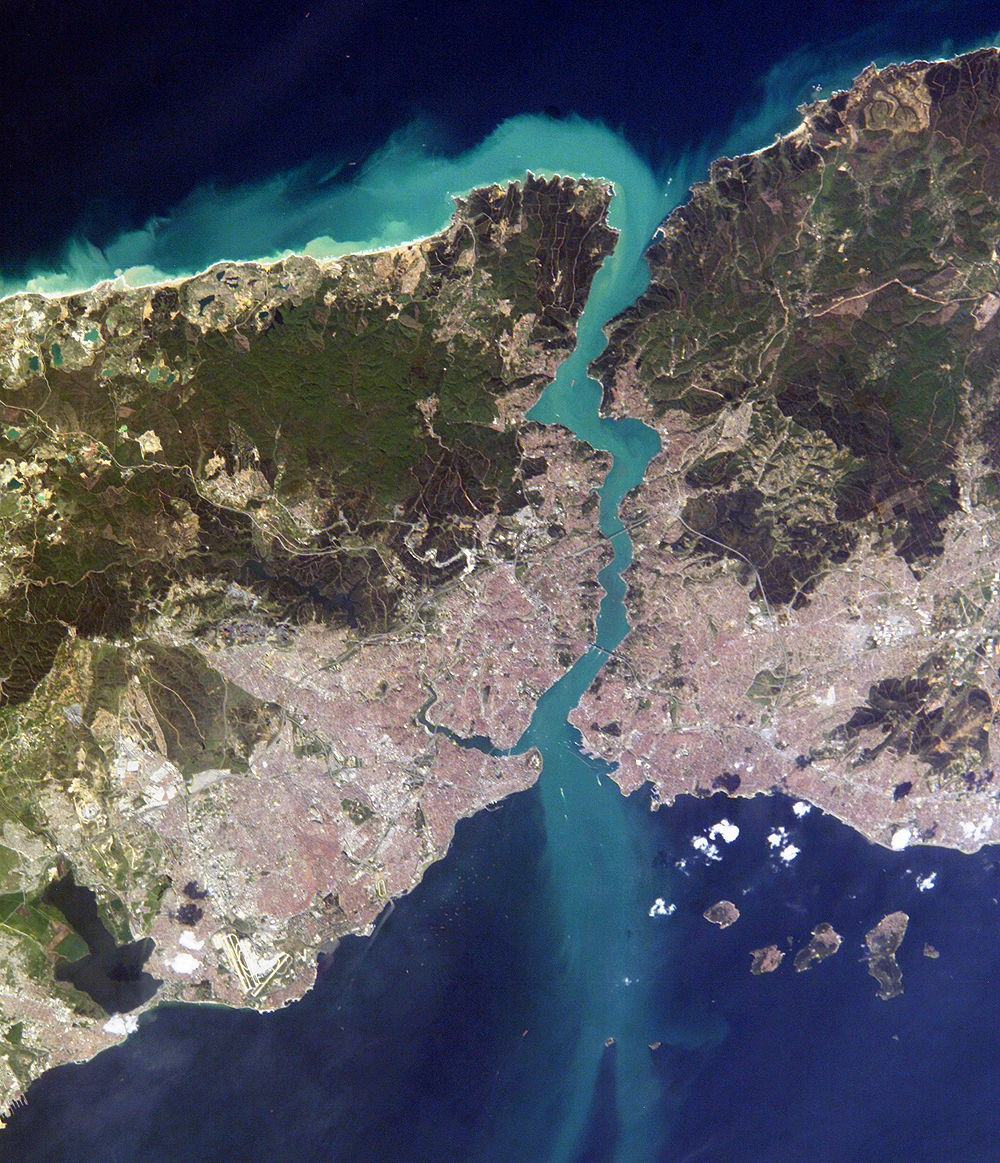
O estreito do Bósforo, que já teria sido um istmo

Em 1998, William Ryan e Walter Pitman, geólogos da Universidade de Colúmbia, publicaram evidências do rompimento de um suposto "Istmo do Bósforo" por volta do ano 5 600 a.C.  Nesta época de nossa história geológica, ocorria, no nordeste da Europa, o derretimento das vastas camadas de gelo da última glaciação, cuja consequência direta foi transformar o mar Negro e o mar Cáspio em vastos lagos de água doce (ou salobra, no caso do Cáspio), ao mesmo tempo em que o nível da bacia Mediterrânica permanecia bem abaixo das quotas atuais.  Cogita-se, inclusive, que, a certo ponto, o Mar Negro e o Mar Cáspio poderiam ter estado ligados.
Conforme, todavia, o degelo avançava, muitos dos cursos de água que alimentavam o mar Negro mudaram de direção e começaram a encontrar saídas que levavam à Bacia Atlântica - pelo mar Báltico, ou mesmo pelo mar do Norte - o que teria causado um défice na alimentação do mar Negro e feito o seu nível regredir, e perder também a ligação com o Cáspio, se esta realmente existiu [carece de fontes?].  Do recuo do mar Negro surgiu uma depressão fertilíssima, onde, muito possivelmente, hordas populacionais se sedentarizaram, como por exemplo a civilização indo-europeia dos Curganos, ao norte, ou os proto-Sumérios, ao sul.
O prosseguimento do degelo, em benefício do Atlântico, fez elevar o nível do Mediterrâneo, e por consequência, do mar Egeu, que absorveu as águas doces de regiões costeiras da Anatólia e da Grécia.
Quando, finalmente, em fins do sexto milênio a.C., o nível do Mediterrâneo (e do Egeu) subiram a quotas similares às modernas, e segundo a sugestão de Ryan e Pitman, a pressão do Mediterrâneo forçou o rompimento do antigo istmo do Bósforo, provocando o surgimento de uma cascata de água salgada que inundou os 155 000 km2 da antiga depressão do mar Negro e expandiu os limites daquele mar em direção ao norte e ao oeste (principalmente).
A principal consequência antropológica deste evento foi a diáspora dos Indo-Europeus que vicejavam às margens do proto-mar Negro; estes foram forçados a fugir, espalhando-se em direção à Europa Central, ao vale do Danúbio, à Anatólia, ao Cáucaso, ao Irão, à bacia Caspiana e outras regiões.  É possível também que os Sumérios tivessem-se refugiado do dilúvio no planalto Iraniano, de onde mais tarde partiriam para a Mesopotâmia.
Sobre o evento geológico, Ryan e Pitman escreveram:
A cada dia, 42 km3 de água foram despejadas, duzentas vezes o volume do que flui pelas cataratas do Niágara.  A torrente do Bósforo rugia e jorrava em fluxo máximo por pelo menos trezentos dias.
A análise dos sedimentos no mar Negro em 2004 por um projeto pan-Europeu (Assentamento - Projeto Noé) revelou-se compatível com a conclusão de Pitman e Ryan.   Cálculos feitos por Mark Siddal predisseram um desfiladeiro submarino que foi de facto encontrado. [carece de fontes?]

### Críticas
Contrária a esta hipóteses, dados coletados por cientistas ucranianos e russos - como a pesquisa de Valentina Yanko-Hombach, professora de geologia da Universidade de Odessa, Ucrânia- podem antecipar a data do dilúvio do mar Negro.
Yanko-Hombach alega que o fluxo de água através do Bósforo continuamente mudou de direção no tempo geológico, dependendo de mudanças nas quotas relativas de espelho de água do mar Negro e do mar Egeu.  Isto contradiz o proposto desastre geológico da rutura repentina do Bósforo em que Ryan e Pitman sustentam sua teoria.  Da mesma forma, os níveis de água calculados por Yanko-Hombach foram diferentes, por larga margem, daqueles propostos por Ryan e Pitman. Observa-se que tal crítica não nega o evento geológico em si, mas sim a hipótese de um desastre natural repentino e abrupto, para algo com características mais lentas e graduais dentro das ordens geológicas.
Em 2007, Yanko-Hombach, agora presidente do Instituto Avalon de Ciência Aplicada em Winnipeg, Canadá, publicou um volume científico do qual constava 35 relatos feitos por um grupo internacional de estudiosos do Mar Negro, inclusive sua própria pesquisa no tópico. O livro avalia muito das pesquisas anteriores, feitas por russos e britânicos pela primeira vez, e combina-as com as mais recentes descobertas científicas.
Já em 2006, um projecto de pesquisa multi-disciplinar estabelecido pela UNESCO e pela União Internacional de Ciências Geológicas tomou prosseguimento no assunto.

## Arqueologia

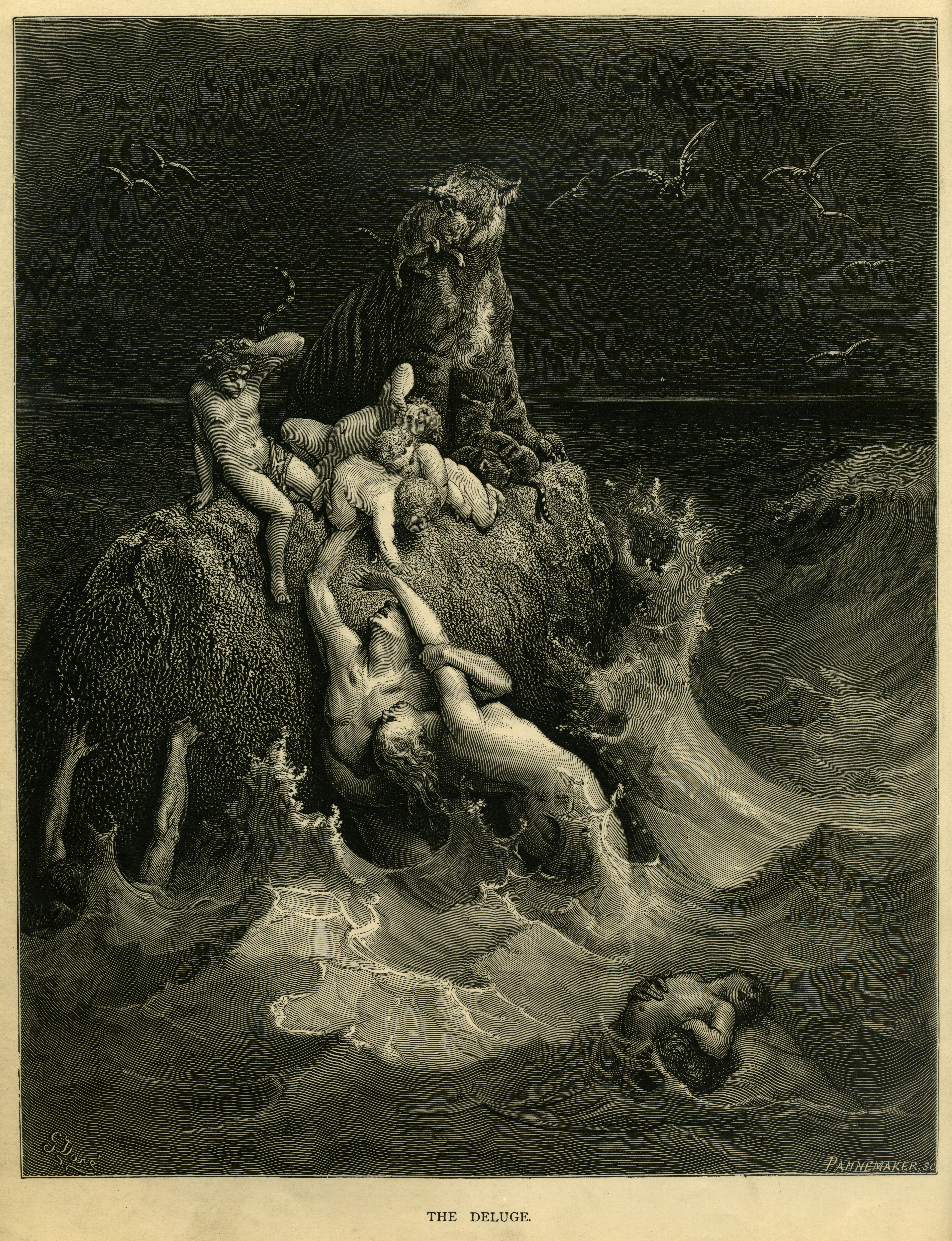
O Dilúvio
Gravura de Gustave Doré (1832-1883)

Embora a agricultura do neolítico já houvesse, por volta de 5 600 a.C., atingido a planície Panônica, os autores ligam essa expansão ao êxodo de elementos Indo-Europeus das terras inundadas pelo dilúvio do mar Negro.  Exames mais recentes, feitos por oceanógrafos como Teófilo A. "Jun" Abrajano Jr. jogam algumas dúvidas sobre esta teoria de dilúvio catastrófico.  Abrajano e a sua equipa encontraram depósitos de lama no mar de Mármara e concluíram que houve uma forte, contínua interação entre o Mediterrâneo e o mar Negro por pelo menos dez mil anos.
Assim diz Abrajano: Para que a Hipótese da Arca de Noé seja correta, alguém haverá que especular que não houve fluxo (recíproco) de água entre o mar de Mármara e o mar Negro antes do suposto grande dilúvio [do mar Negro].  Nós descobrimos que isto é incorreto".
Numa série de expedições, uma equipa de arqueólogos marinhos, liderados por Robert Ballard, identificou, no fundo do mar Negro, vestígios do que pareciam ser antigas costas, cascas de caramujos de água doce, barrancas de rios submersos, madeira trabalhada por instrumentos e até estruturas construídas por mão humana a 90 metros de profundidade ao largo da costa da Anatólia. Datação por radiação a carbono dos fósseis de caramujos indicaram-lhes idades para além de sete mil anos.
De acordo com um relato na página 13 da revista New Scientist, publicada em 4 de maio de 2002, os pesquisadores descobriram um delta submarino a sul do Bósforo - evidência de um forte fluxo de água doce para fora do mar Negro no oitavo milênio antes de Cristo.
A análise de sedimentos no Mar Negro, provindo de uma série de expedições que tiveram lugar entre 1998 e 2005, primeiro no âmbito de um projeto de colaboração entre a França (Ifremer) e a Romênia (GeoEcoMar), e depois prosseguidos por um projeto Pan-Europeu (Assemblage) coordenado por Gilles Lericolais, confirmaram a conclusão de Pitman e Ryan.  Estes resultados foram também completados pelo Projecto Noé, liderado pelo instituto Búlgaro de Oceanologia (IO-BAS). Mais tarde, cálculos feitos por Mark Siddall predisseram a existência de um desfiladeiro submarino, que foi de facto localizado.
A referida inundação é também objeto de interesse da Linguística. Se for confirmado que tal inundação aconteceu e que teve como consequência a dispersão e diferenciação de uma suposta língua proto-indo-européia no local, estaria-se abrindo caminho de pesquisa para algo similar ao acontecido após a Torre de Babel, também narrada no Gênesis da Bíblia. 
A hipótese, contudo, permanece um ativo objeto de debate entre os arqueólogos.